# Kungsörs bibliotek
Kungsörs bibliotek ligger på Drottningggatan 34 i Kungsörs centrum. Biblioteket ingår i samarbetet Bibliotek i Västmanland där alla bibliotek i länet har en gemensam bibliotekskatalog.